# Шалов
Шалов (словац. Šalov) — село, громада округу Левіце, Нітранський край. Кадастрова площа громади — 19.04 км².
Населення 354 особи (станом на 31 грудня 2018 року).

## Історія
Шалов згадується 1233 року.

## Населення
| Рік:            | 1994. | 2004.   | 2014.    | 2024.   |
| --------------- | ----- | ------- | -------- | ------- |
| Кількість осіб: | 407   | 426     | 379      | 359     |
| Різниця:        |       | +4,66 % | -11,03 % | -5,27 % |

| Рік:            | 2023. | 2024.   |
| --------------- | ----- | ------- |
| Кількість осіб: | 355   | 359     |
| Різниця:        |       | +1,12 % |